# District d'Aki (Hiroshima)
Le district d'Aki (安芸郡, Aki-gun) est un district de la préfecture de Hiroshima au Japon.

## Géographie

### Démographie
Au 1er août 2014, la population du district d'Aki était de 116 362 habitants répartis sur une superficie de 73,55 km2.

### Divisions administratives
Le district d'Aki est constitué de quatre bourgs : Fuchū, Kaita, Kumano et Saka.